# 汶陽郡
汶陽郡（ぶんよう-ぐん）は、中国にかつて存在した郡。東晋から隋初にかけて、現在の湖北省宜昌市一帯に設置された。

## 概要
東晋の安帝のとき、汶陽郡が立てられた。汶陽郡は梁州に属し、郡治は高安県に置かれた。
434年（南朝宋の元嘉11年）、汶陽郡は荊州に転属した。宋の汶陽郡は僮陽・沮陽・高安の3県を管轄した。
南朝斉のとき、汶陽郡は僮陽・沮陽・高安の3県を管轄した。
隋の開皇年間、汶陽郡は廃止された。